# نانو كاتسراغي
نانو كاتسراغي (باليابانية: 葛城七穂) مواليد 20 ديسمبر 1966، هي مؤدية أصوات يابانية.

## الأعمال
- أبطال الديجيتال الجزء الخامس
- فاينل فانتسي X
- فاينل فانتسي X-2
- أوجاماجو دوريمي

### دبلجة
- إي آر
- المضيف
- إن سي آي إس

## وصلات خارجية
- نانو كاتسراغي على موقع IMDb (الإنجليزية)
- نانو كاتسراغي على موقع قاعدة بيانات الفيلم (الإنجليزية)
- نانو كاتسراغي على موقع كينوبويسك (الروسية)
- نانو كاتسراغي على موقع ANN person (الإنجليزية)